# 乔安妮·班宁
乔安妮·班宁（英語：Joanne Banning，1977年2月25日—），澳大利亚前女子曲棍球运动员。她曾代表澳大利亚国家队参加2002年英联邦运动会曲棍球比赛，获得一枚铜牌。